# Kiwiaesthetus
Kiwiaesthetus – rodzaj chrząszczy z rodziny kusakowatych i podrodziny kiepurków. Obejmuje siedem opisanych gatunków. Wszystkie są endemitami Nowej Zelandii. Zasiedlają górskie lasy deszczowe.

## Morfologia
Chrząszcze o ciele długości od 1,7 do 2,6 mm, ubarwione rdzawobrązowo.
Duża głowa dysponuje bardzo dużymi, znacznie dłuższymi od skroni, oczami złożonymi z dużych fasetek. Szeroko wypukłe czoło ma gęsto siateczkowaną powierzchnię. Aparat gębowy cechuje się wyraźnie ząbkowanym przodem wargi górnej, smukłymi żuwaczkami z ostrym ząbkiem środkowym na wewnętrznych krawędziach, czteroczłonowymi głaszczkami szczękowymi i prawie trójkątnie wyciętą wargą dolną. Szwy gularne rozbiegają się trójkątnie ku przodowi.
Dłuższe niż szerokie i niewiele węższe od głowy przedplecze ma boczne brzegi wypukłe w przedniej połowie i bardzo delikatnie wklęsłe w tylnej. Gęsto siateczkowana powierzchnia przedplecza miewa jeden lub dwa niewielkie wciski lub jest równa. Krótkie, trapezowate, całkiem zrośnięte pokrywy mają niewydzielone epipleury oraz dość grubo punktowaną i gęsto siateczkowaną powierzchnię. Skrzydła tylnej pary zanikły całkowicie. Przedpiersie ma wąski, trójkątny wyrostek międzybiodrowy. Wyrostki międzybiodrowe śródpiersia i zapiersia są wąskie i zaostrzone. Krótkie odnóża wieńczą czteroczłonowe stopy.
Walcowaty, nieobrzeżony odwłok ma gęsto punktowaną i owłosioną powierzchnię. Wierzchołkowe sternity u samca mają wciski z tęgimi szczecinkami. Ósmy sternit u samca jest głęboko na tylnej krawędzi wycięty, u samicy trójkątnie ku tyłowi wystający. Dziewiąty sternit samca jest trójkątnie zwężony i na końcu zaostrzony. Dziesiąty tergit u samicy jest na szczycie zaokrąglony lub trójkątny, a u samca zawsze zaokrąglony. Edeagus ma płat środkowy dobrze odgraniczony od niezmodyfikowanych paramer, a pompka nasienna jest wrzecionowata. Genitalia samicy cechują się spiczastym walwiferem oraz złożoną z krótkiej rurki i okrągłego zbiorniczka spermateką.

## Ekologia i występowanie
Rodzaj endemiczny dla Nowej Zelandii. Owady te zasiedlają górskie lasy deszczowe z udziałem bukanów, metrosiderosów czy przedstawicieli rodzajów Dracophyllum i Laurelia. Bytują w ściółce i wśród mchów.

## Taksonomia
Takson ten wprowadzony został w 2008 roku przez Volkera Puthza na łamach „Zeitschrift der Arbeitsgemeinschaft Österreichischer Entomologen”. Gatunkiem typowym wyznaczono opisanego w tej samej publikacji K. kuscheli.
Do rodzaju tego zalicza się siedem opisanych gatunków:
- Kiwiaesthetus biimpressus Puthz, 2008
- Kiwiaesthetus carltoni Puthz, 2008
- Kiwiaesthetus kieneri Puthz, 2008
- Kiwiaesthetus kuscheli Puthz, 2008
- Kiwiaesthetus lescheni Puthz, 2008
- Kiwiaesthetus ramsayi Puthz, 2008
- Kiwiaesthetus whitehorni (Broun, 1912)